# Кардашов, Арбен Мехединович
Арбен Кардаш (Кардашов Арбен Мехединович} (лезг. Къардашрин Арбен Мегьединан хва; род. 11 февраля 1961, Микрах, Ахтынский (ныне Докузпаринский) район ДАССР) — выдающийся лезгинский, российский поэт, прозаик, драматург, переводчик, пишущий на родном и русском языках. Заслуженный деятель искусств Республики Дагестан (2004), Народный поэт Дагестана (2016), член Союза писателей СССР (с 1991), Союза писателей России и Союза журналистов России (с 1992).

## Биография
Первая подборка стихов поэта увидела свет в Ахтынской районной газете «Новый мир» в 1976 году. В 1984 году окончил Литературный институт им А. М. Горького в Москве. В годы учёбы в Литинституте стихи Арбена Кардаша вошли в коллективные сборники: «Голоса молодых» (Дагестанское книжное издательство, 1983) и «В мире весна» (Дагучпедгиз, 1984). Первая отдельная книга «Первые цветы» была издана в Дагестанском книжном издательстве в 1985 году.
В последующие годы в издательствах Дагестана и Москвы вышли его книги:
на лезгинском языке
- «Яблоневый сад» (Дагестанское книжное издательство, 1990),
- «Пешапай» (Дагучпедгиз, 1993),
- «Ночные лица» (Дагестанское книжное издательство, 1994),
- «Высь» (Дагестанское книжное издательство", 2001),
- «Середина» (Дагестанское книжное издательство", 2010),
- «Мотив» (Издательский дом «Дагестан», 2016),
- «Размышления о Етиме Эмине» (Издательская группа «Новый Кавказ» и культурный центр «Кюринские зори», 2018);
- «Избранное» (Стихи и поэмы). 1-й том (Дагестанское книжное издательство, 2020); https://viewer.rsl.ru/ru/rsl01010658652?page=1&rotate=0&theme=white
- "Избранное" (Проза). 2-й том (Дагестанское книжное издательство, 2021); https://viewer.rsl.ru/ru/rsl01011723561?page=3&rotate=0&theme=white
- "Избранное" (Проза, Размышления о Етиме Эмине, пьесы). 3-й том (Дагестанское книжное издательство, 2022); https://viewer.rsl.ru/ru/rsl01011720560?page=1&rotate=0&theme=white
- "Избранное" (Проза, статьи о литературе, переводы). 4-й том (Дагестанское книжное издательство, 2023). https://viewer.rsl.ru/ru/rsl01012186744?page=1&rotate=0&theme=white.                                                                                                                                                                                                                                                                                             на русском языке
- «Заплачь, моя ива» (Москва, Фонд им. И. Д. Сытина и Фонд Расула Гамзатова, 1995),
- «Дым Отечества» (Дагестанское книжное издательство, 1997),
- «Дорогой гость» (издательство НИИ педагогики Дагестана, 2005),
- «Меж восходом и закатом» (Дагестанское книжное издательство, 2006),
- «Танец поневоле» (Издательский дом «Эпоха», 2011),
- «Слово продолжается» (Дагестанское книжное издательство, 2013),
- «Избранное» (Дагестанское книжное издательство, 2017),
- "Чандар - дерево жизни" (Издательский дом "Дагестан", 2024)

Арбен Кардаш - в настоящее время один из лучших прозаиков  Кавказа. Во всероссийском открытом конкурсе «Российский сюжет — 2004», организованном телекомпанией НТВ и московским издательством «Пальмира», повесть Арбена Кардаша «Пастух и орёл» была отобрана из поступивших на конкурс семи тысяч повестей, романов и киносценариев как одна из лучших и названа среди 50 произведений-победителей. Позже эта повесть под названием «Цавдар» была опубликована в альманахе «Литрос» (Москва, 2005, № 6), о ней как о большом успехе писателя писала известный российский критик Руслана Ляшева («Литературная Россия» от 10 февраля 2006 г.). В 2021 году литературно-художественный журнал  "Самур" на лезгинском языке опубликовал роман Арбена Кардаша "Сыны Ваче", который также вошел во второй том "Избранного" автора. В четвертый том "Избранного" (2023) вошла повесть "Чандар - дерево жизни", которая в авторском переводе на русский язык опубликована на Интернет-портале "Литературная Россия": https://litrossia.ru/item/ chandar-derevo-zhizni/ . Вот что пишет "Литературная газета" о прозе писателя: "Знать бы все языки мира, чтобы не упускать из виду хорошие книги! Но, увы, это невозможно.
Вот и проходит мимо широкого читателя простая, но очень человечная проза. Короткие рассказы уже состоявшегося лезгинского писателя Арбена Кардаша в авторском переводе заставляют пожалеть о невозможности прочесть их в оригинале. Сборник включает как истории про детство и деревню, так и исторические пьесы. Герои рассказов – простые люди с ихчеловеческими трагедиями: молодая пара, которая не может обустроить совместный быт, старик, обходящий село, в котором когда-то жили ныне умершие друзья... Это хорошие, умело построенные короткие рассказы, которые хочется читать и перечитывать, чтобы почувствовать этот неуловимый трагизм будничной жизни, так тонко подмеченный автором.
Творчество Арбена Кардаша изучается сегодня в школах и университетах Дагестана, и было бы здорово, если бы оно обрело известность и по всей России". (См. https://гипертекст.рф/tpost/u2lntv4km1-chelovechnaya-proza ).
Арбен Кардаш поддерживает тесные творческие и дружеские связи с русскими поэтами и переводчиками. Произведения лезгинского литератора публиковались в таких изданиях как журналы «Дон», «Ковчег Кавказа» (г. Ростов-на-Дону), «Странник» (г. Саранск), в центральных писательских еженедельниках «Литературная Россия»https://old.litrossia.ru/2010/52/05861.html, «Литературная газета», «Российский писатель», «Общеписательская литературная газета», «Портал национальных литератур» ,  литературный журнал арт-конгрегации "Русский Динозавр" (Санкт-Петербург), журналы "Дагестан", "Народы Дагестана" и др.
Стихотворения и проза Арбена Кардаша вошли в большую «Антологию поэзии народов Северного Кавказа» (2005), изданную под патронажем Председателя Государственной Думы Российской Федерации, в Антологию поэзии народов России (Москва, ОГИ, 2017), в Антологию детской литературы народов России (ОГИ, 2017) и в Антологию прозы народов России (ОГИ, 2018).
Стихи и проза Арбена Кардаша также представлены в московских книгах «Родительский дом» (2002, издательство «Литературная Россия»), «Душа прикоснулась к душе» (2004, издательство «Литературная Россия»), «Война длиною в жизнь» (2007, издательство «Фолио»), «Народ мой — большая семья» (2007, издательство «Литературная Россия»), «Цепи снеговых гор»(2009, «Фолио» и др. Стихи и проза поэта переведены на арабский, немецкий, монгольский, таджикский, азербайджанский, татарский, башкирский, бурятский и другие языки.
Арбен Кардаш активно занимается и переводческой деятельностью. Им на лезгинский язык переведены стихи Рудаки, Низами Гянджеви, И. В. Гёте, А. С. Пушкина, М. Ю. Лермонтова, А. А. Блока, С. А. Есенина, Н. Хикмета, Н. Тряпкина, Л. Ошанина, Р.Гамзатова, Е.Евтушенко и др. В 1991 году в переводе Арбена Кардаша на лезгинский язык в Дагучпедгизе вышла отдельной книгой сказка сербского писателя Джорже Катича «Лживый Пётр». В его переводе на лезгинский издана отдельной книгой сказка П. Ершова «Конёк-Горбунок» (Дагестанское книжное издательство, 2015). Им переведены на русский язык стихи классиков дагестанаской литературы Е. Эмина, составившие сборник «Душа» (Дагучпедгиз, 1990), С. Стальского «Неизвестное» (Издательство «Юпитер, 1994» и О. Батырая «Слов сердечных чистый жар» (Издательство «Звезда юга», 1999). Арбен Кардаш перевёл на русский четверостишия Расула Гамзатова, которые вошли в третий том его Собрания сочинений (Издательство «Советский писатель», 2003). Часть неизданных его переводов из Гамзатова опубликованы в "Литературной газете № 35 2023 года: https://lgz.ru/article/bolshaya-nosha/ / .  Большая подборка лезгинских народных пословиц и поговорок (401 паремия) в его переводе вошла в Антологию «Народная мудрость», выпущенную объединенным гуманитарным издательством (Москва, ОГИ, 2023).
В 1994 году Арбен Кардаш издал книгу «Родники Микраха», составленную им из произведений своих односельчан. В 2001 году в издательстве «Юпитер» вышла книга «Огонь нетленный» составленная Арбеном Кардашем, уникальность которой заключалась в том, что в ней впервые было представлено более полтораста совершенно разных по художественному почерку дагестанских поэтов — от классиков до наших современников, объединённых одной вечной темой — темой любви.
В составлении Арбена Кардаша в Дагестанском книжном издательстве изданы в 2008 книги: «Светильник души» (2008) Етима Эмина (совместно с Абдуселимом Исмаиловым), «Серединная река» (2008) и «Утренняя звезда» (2014) Сулеймана Стальского, в которых творчество двух классиков показано в новом прочтении. В этом же издательстве в 2014 году в составлении Арбена Кардаша вышла книга «Люблю я цепи синих гор…», где наряду с кавказскими стихами и поэмами М. Ю. Лермонтова и посвящёнными ему и его творчеству материалами впервые под одной обложкой представлены переводы стихов великого поэта на аварский, агульский, даргинский, кумыкский, лакский, лезгинский, ногайский, рутульский, табасаранский, татский и цахурский языки. Эта книга получила диплом международной книжной ярмарки «Тарки-Тау» — 2014".
Арбен Кардаш проявил себя и как драматург. По его пьесам «Гурии бренного сада» (1998) и «Хукац-Ханум» (2000) осуществил постановки Лезгинский музыкально-драматический театр имени С. Стальского. Его пьеса «Поздняя любовь Мирза-Али» вошла в длинный список международного литературного конкурса «Антоновка 40+» (2019 г.). Творчество Арбена Кардаша изучается в школах, колледжах и высших учебных заведениях Дагестана.
В 1991 году за книгу переводов Етима Эмина «Душа» Арбену Кардашу была вручена премия «Олимп», учреждённая Союзом демократической молодёжи Дагестана. За стихи, опубликованные в «Литературной России» в 1997 году, Арбен Кардаш получил премию этой газеты. В 1999 году Арбену Кардашу присуждена Государственная премия Республики Дагестан за книгу «Дым Отечества» (Указ Государственного Совета Республики Дагестан от 21.07.1999 № 192. https://www.lawmix.ru/zakonodatelstvo/1361590 ), в 2001 году он за большой вклад в развитие национальной культуры стал лауреатом премии «Шарвили», учреждённой лезгинской общественностью. В 2006 году за публицистические статьи, опубликованные в прессе Дагестана, писатель удостоился премии «Золотой орёл» Союза журналистов Республики Дагестан, в 2014 году ему за книгу литературных эссе и статей «Слово продолжается» была присуждена премия имени Гаджибека Гаджибекова, учреждённая редакцией республиканской газеты «Лезги газет». В 2010 году общим решением Московской организации Союза писателей России и Союза писателей-переводчиков Арбен Кардаш награждён медалью им. А. С. Грибоедова.
О творчестве Арбена Кардаша в своё время тепло отзывались корифеи российской литературы Лев Ошанин, Семён Липкин, Расул Гамзатов и др.
В 2011 году Институт языка, литературы и искусства им. Гамзата Цадасы Дагестанского научного центра Российской академии наук выпустил книгу «Арбен Кардаш. Творческая личность на рубеже столетий», составленную из исследований, литературно-критических статей и других материалов о писателе, свидетельствующих об огромном значении его творчества. «Арбен Кардаш не просто стереотипный „певец гор“, а глубокий поэт-мыслитель, скиталец духа, соединивший в себе европейские и ближневосточные литературные традиции, синтезирующий их в яркие художественные образцы, претендующие на широкое признание», — сказано в предисловии к этой книге.
Арбен Кардаш активно занимается общественной деятельностью, выступает перед разной аудиторией, принимает участие в творческих вечерах, встречах со школьниками, студентами, любителями литературы. В 2000-м году в Ростове-на-Дону на встрече Президента России В. В. Путина с представителями общественности Южного Федерального округа поэт представлял Дагестан (см. газ. "Дагестанская правда" № 219 от 10 ноября 2000 г.).
Арбен Кардаш — заслуженный деятель искусств РД (Указ Государственного Совета Республики Дагестан от 5 декабря 2004 г.).
В 2016 году ему присвоили звание Народного поэта Дагестана (Указ Главы Республики Дагестан № 213 от 8 июля 2016 г.)..
17 мая 2021 года Арбен Мехединович за заслуги в развитии средств массовой информации и массовых коммуникаций, издательской и полиграфической деятельности, сохранения культурного наследия, многолетний плодотворный труд награжден Почётной Грамотой Министерства цифрового развития, связи и массовых коммуникаций Российской Федерации (Приказ Министерства № 48-п от 17.05.2021 г.).
18 июля 2025 года писателю объявлена Благодарность правительства Республики Дагестан (Распоряжение  председателя правительства РД от 18 июля 2025 г. № 275-р). https://pravo.e-dag.ru/media/document_pdf/2025/07/69429949-4a5f-4eb7-b5a9-8e50f54f775c.pdf
В 2021 году Арбен Кардаш порвал все связи с Союзом писателей Дагестана, который, по мнению поэта, перестал существовать  после смерти Расула Гамзатова, став пародией писательской организации, где узурпирована власть самозванцами, где не проводилось ни одного съезда и даже общего собрания при полном кворуме,  попран устав, принятый на последнем съезде в 2001 году,  проведенном еще при Гамзатове. 
В 2022 году писатель вышел из состава редколлегии журналов "Самур" и "Кард"  на лезгинском языке, входящих в общую редакцию литературных и детских журналов "Литературный Дагестан" и "Соколенок",   из-за бездарной и безответственной деятельности главного редактора, приведшей все издания (16 журналов на языках Дагестана) к полной деградации. 
Арбен Кардаш живёт в Махачкале, продолжая заниматься своим творчеством.